# Tyniec Legnicki

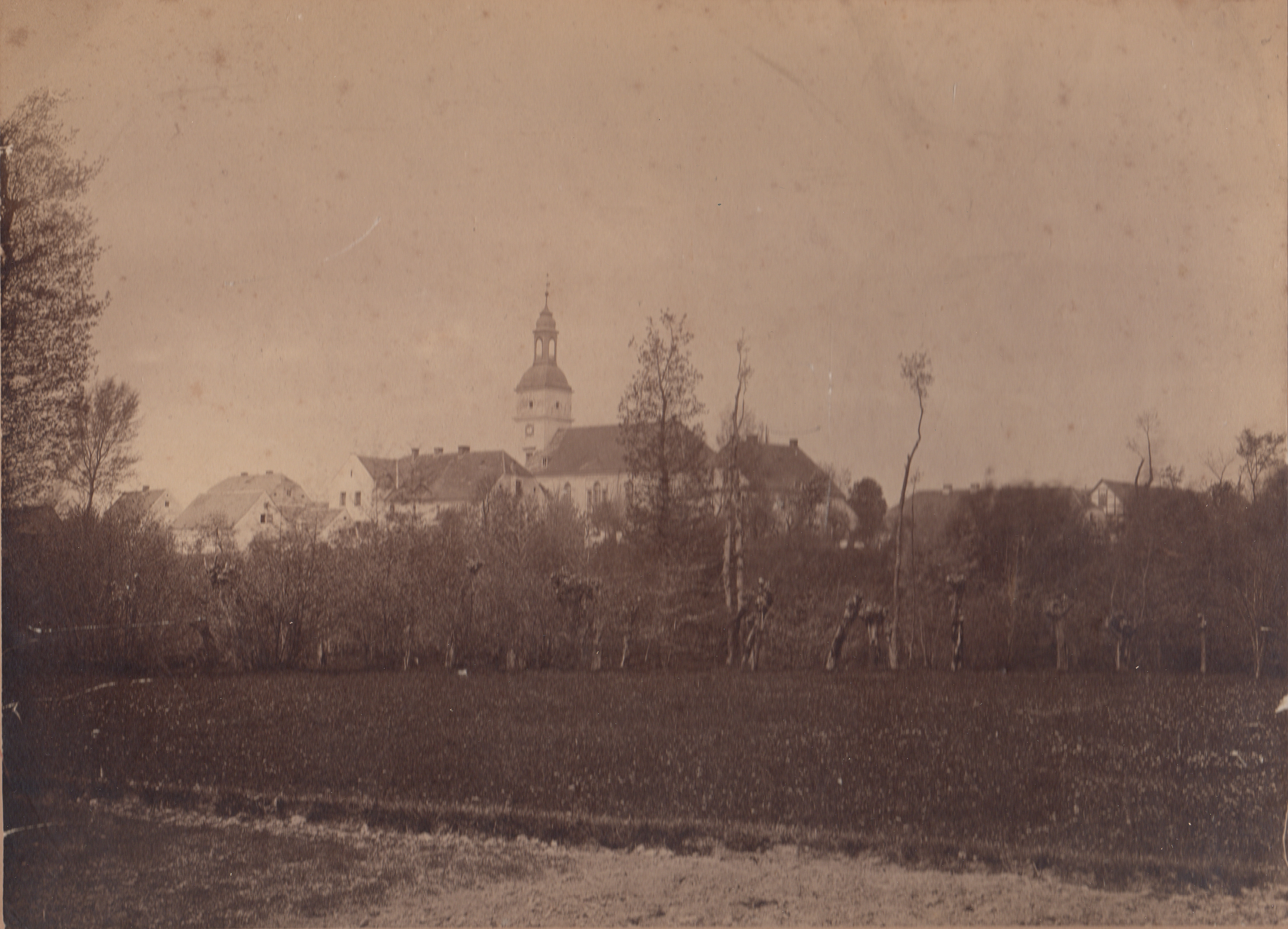
Groß Tinz um 1850

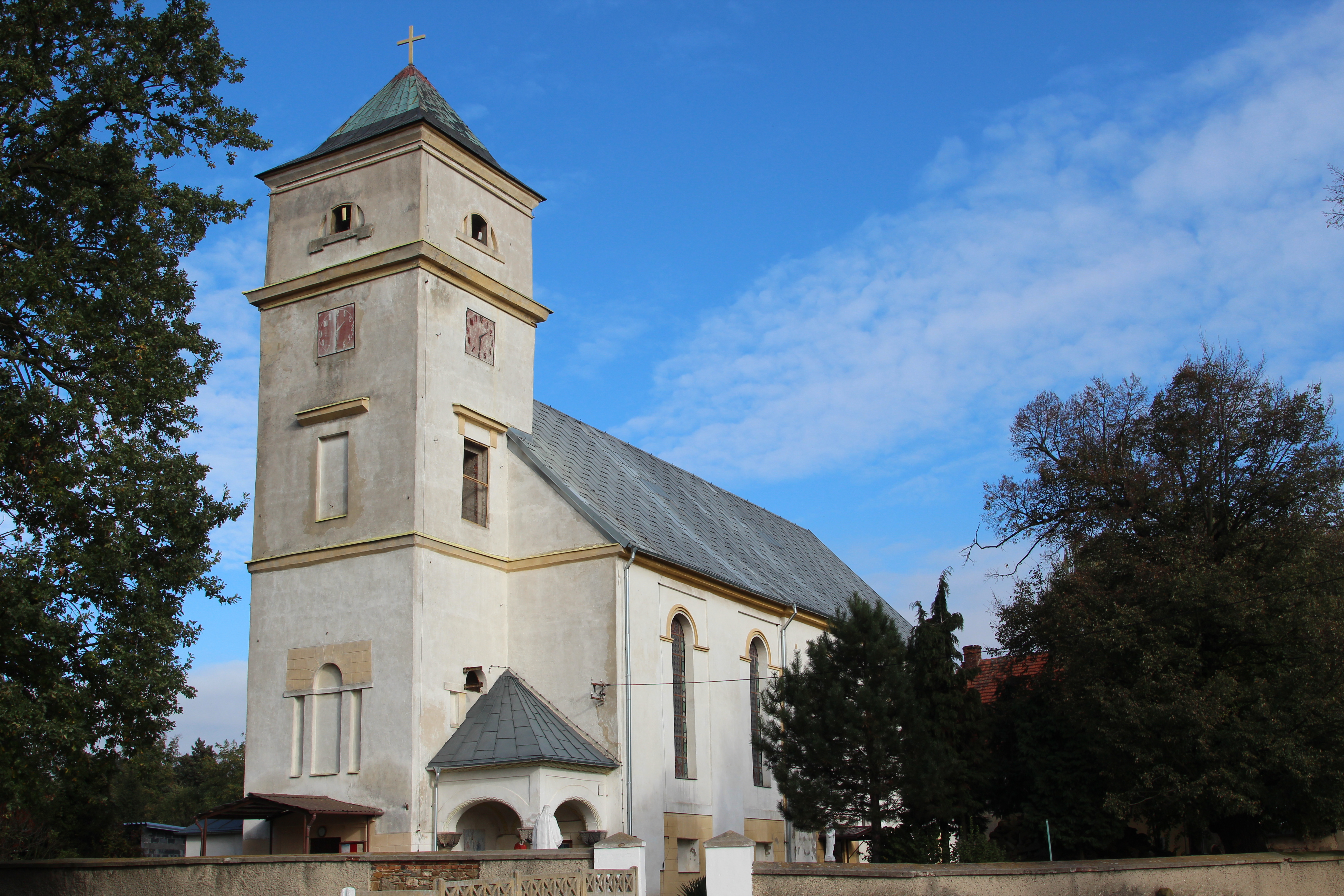
Passionskirche

Tyniec Legnicki ['tɨɲɛt͡s lɛg'nit͡ski] (deutsch Groß Tinz) ist ein Dorf im Powiat Legnicki in der Woiwodschaft Niederschlesien in Polen. Es gehört zur Landgemeinde Ruja.

## Lage
Tyniec Legnicki liegt am Fluss Cicha Woda (Leisebach) ca. 17 Kilometer östlich von Legnica (Liegnitz) und 46 Kilometer westlich von Breslau.  
Nachbarorte sind Rogoźnik (Rosenig) im Westen, Komorniki (Kummernick) im Nordwesten, Brennik (Prinsnig) im Südwesten, Ruja (Royn) im Nordosten und Dzierżkowice (Dürschwitz) im Osten. 

## Geschichte
Groß Tinz wurde nach deutschem Recht gegründet und erstmals 1316 urkundlich erwähnt. Es gehörte damals zum Herzogtum Liegnitz, das sich 1329 als ein Lehen der Krone Böhmen unterstellte, was 1335 mit dem Vertrag von Trentschin bestätigt wurde. Am 3. Februar 1362 wurde es zusammen mit dem Vorwerk vom Leitomischler Weihbischof Mathias von Neumarkt erworben, der auch mit weihbischöflichen Handlungen im Bistum Breslau betraut war. Er verschrieb Groß Tinz testamentarisch dem Kloster Grüssau. Von diesem erwarb es 1409 der aus Schweidnitz stammende Rektor der Prager Karlsuniversität Johannes Hoffmann, der in Groß Tinz ein Kolleg errichten wollte.
Nach dem Tod des Herzogs Georg Wilhelm I., mit dem die Liegnitzer herzogliche Linie der Schlesischen Piasten 1675 erlosch, fielen dessen Besitzungen durch Heimfall an die Krone Böhmen, die seit 1526 die Habsburger innehatten.
Nach dem Ersten Schlesischen Krieg 1742 fiel Groß Tinz zusammen mit dem böhmischen Erbfürstentum Liegnitz an Preußen. Nach den preußischen Verwaltungsreformen gehörte es ab 1816 zum Landkreis Liegnitz, mit dem es bis 1945 verbunden blieb. In der ersten Hälfte des neunzehnten Jahrhunderts wurde die Evangelische Kirche gebaut, indem man einen neuen Turm an ein bestehendes Gebäude setzte.
1874 wurde der Amtsbezirk Groß Tinz gebildet, der aus den Landgemeinden Ausche (Uscha), Berndorf (Biernatki), Dürschwitz (Dzierzkowice), Groß Tinz, Klein Jänowitz (Janowice), Kunzendorf (Polanka), Nieder Schützendorf, Ober Schützendorf (Strzałkowice) und Prinsnig (Brennik) sowie den Gutsbezirken Ausche, Dürschwitz, Klein Jänowitz, Kunzendorf, Nieder Schützendorf, Ober Schützendorf und Prinsnig bestand. Für das Jahr 1939 sind 360 Einwohner belegt.
Als Folge des Zweiten Weltkriegs fiel Groß Tinz mit dem größten Teil Schlesiens an Polen und zunächst in  Tyniec Derskowice und wenig später in Tyniec Legnicki umbenannt. Die deutsche Bevölkerung wurde, soweit sie nicht schon vorher geflohen war, weitgehend vertrieben. Die neu angesiedelten Bewohner waren teilweise Heimatvertriebene aus Ostpolen. Von 1975 bis 1998 gehörte Tyniec Legnicki zur Woiwodschaft Legnica.

## Sehenswürdigkeiten
- Römisch-katholische Passionskirche (polnisch Kościół Męki Pańskiej)
- Sühnekreuz (befand sich bis 1986 an einer Kreuzung in Koskowice (Koischwitz))

## Söhne und Töchter des Ortes
- Jean Vogt (1823–1888), deutscher Komponist
- Bernhard Rogge (1831–1919), deutscher evangelischer Theologe und Hofprediger